# مسجد شاه سلطان حسين
مسجد شاه سلطان حسين (بالأذرية: Şah Sultan Hüseyn məscidi)‏: هو مسجد تاريخي يعود تاريخه إلى القرن الثامن عشر، يقع في قرية نوخاني في مقاطعة آبشوران في أذربيجان، على بعد 21 كيلومترًا من باكو. يقدر أن المسجد كان يقع في وسط مركز سكني قديم، وهو حالياً عبارة عن صحراء.

## عن المسجد
ينتمي المسجد إلى مدرسة آبشوران المعمارية.
في إطار سياساتها المناهضة للدين، أغلقت السلطات السوفييتية المسجد أمام الزوار في ثلاثينيات القرن العشرين. نتيجة لذلك تم تدمير المسجد وصار عديم الجدوى.